# 堀正旗
堀 正旗（ほり せいき、1895年3月14日 - 1953年4月28日）は、宝塚歌劇団創成期の劇作家、演出家。理事。広島県広島市生まれ。
久松一声、坪内士行、岸田辰彌、白井鐵造、小野晴通らと宝塚の基盤を築いた功労者。1928年の外遊後、フランスに学んだ白井のパリ・オペレッタに対して宝塚に左翼的なドイツ演劇を持ち込んだ事で知られる。

## 経歴
父親は医師で野添家の四男として生まれる。名前は日本が日清戦争に勝利した年の生まれで「正義の御旗」という意味で付けられたという。生後すぐに母親が死に、父が再婚したため堀家に養子に出される。広島市の広島済美小学校（広島偕行社付属済美学校）を卒業すると郵政官僚だった長兄に引き取られ愛知県や大阪府などで育つ。愛知一中、市岡中学を経て第三高等学校入学。法律家になることを強要されたが肺結核を病み療養生活を送る。キリスト教に傾斜し山室軍平に師事、救世軍士官学校に進む。しかしまた結核がぶり返し再度の療養生活。この時小林一三が創設した宝塚国民座の脚本募集に入選し1919年、小林が国民劇創設のため作った「男子養成会」の創設メンバー・男子専科生第一期生として宝塚入りした。同期は青山圭男やのちに新国劇入りした辰巳柳太郎ら。半年後、岸田辰弥と白井鐵造も養成会入りした。
坪内士行を通じ坪内逍遥と知り合い、シェイクスピア作品と出会う。のち一連のシェイクスピア劇を手掛けた。男子専科は1年持たず解散されたため『歌劇』誌編集部に入った。翌1920年3月、宝塚少女歌劇第25回公演のうち『思ひ出』で演出家デビューする。これは旧制三高時代に感激して読んだマイヤー・フェルスターの『アルト・ハイデルベルク』の改作である。1922年5月『歌劇』誌編集長。脚本集・楽譜集などの編集他、論文なども発表した。1923年7月編集長を降り、作者・脚本・教師・図書館長を兼任。1924年、新設された脚本部に転出。1928年ー1929年、小林の命により白井と照明家・井上正雄と洋行。当時全盛期を迎えていたアメリカ製ミュージカルやトーキーのレビュー映画を見た後、レビュー全盛期のパリ入り。堀は当時演劇界に新風を巻き起こしていた新即物主義（ノイエ・ザハリヒカイト）の提唱者マックス・ラインハルトの拠点・ベルリンに留まり演劇の勉強を続けた。
帰国後、同地で学んだ演出や戯曲等を宝塚少女歌劇に理論、実践ともに持ち込む。また同時代の新劇の影響を受けた活動を続けた。こうした芸術至上主義、政治志向へと移り変わる当時の新劇の影響を強く受けた堀の活動は少女歌劇ではともすれば「境界」「周縁部」ともなりがちであり、それゆえ言説で提唱しながらも実践には至らなかったものも少なくない。
帰国後の白井によって上演された傑作レビュー『パリゼット』（1930年8月初演）で宝塚は大きく飛躍した。堀も帰国後座付作者となり、小夜福子を中心としたドイツ風のオペレッタで、葦原邦子を中心とする白井のパリのレビュー風作品に対抗、"レビューの白井、演劇の堀"として高い人気を得た。代表作の一つ1934年の『青春』は女役が轟夕起子一人で、他は小夜福子以外、全員男役という異色の学生モノドラマだった。しかしあまりにもドラマがかっていて宝塚にふさわしくない、と批判も出た。小夜と葦原は宝塚の第1期黄金時代のトップスターだった。白井に比べると、堀の仕事や作品はどちらかといえば地味な印象だが、歴史に残る優れた作品を数多く作・演出している。それらの作品群は、重厚でありながら、かつ洗練された演劇的な香り高い名作が多い。またヨーロッパ演劇の理論や実際に精通した演出家・理論家として『歌劇』誌などに多数の論文を発表している。また図書館長時代の仕事として宝塚のエンサイクロペディア『寶塚少女歌劇廿年史』の編集などにもあたった。南風洋子の芸名の名付け親でもある。
私生活では、1927年に宝塚歌劇団10期生の音羽瀧子（雪組娘役）と結婚した。同時期に白井と宝塚歌劇団10期生の沖津浪子（花組男役）も付き合い始めたため、2組でよく連れ立って遊びに行っていたという。白井と沖津の結婚と合わせ以降、先生の生徒の結婚が常識となった。大阪大学医学部時代に演劇をやっていた手塚治虫は、堀家によく出入りしていたという。親族は、実子にテレビドラマ『どてらい男』や『眠狂四郎』などのプロデューサーで関西テレビ副社長を務めた野添泰男、義妹に宝塚歌劇団15期生の白濱小浪、姪に音羽滝子らがいる。

## 演出作品
- 思ひ出（宝塚少女歌劇、1920年3月）※ヴィルヘルム・マイヤーフェルスター作、「アルト・ハイデルベルク」の改作[1][2]
- 人格者（作も、雪組、1922年9～10月）
- 蘇生（作、花組、1923年4～5月）
- 死の勝利（作、月組、1923年5月）
- 檢察官（作、花組、1923年7～8月）
- 葛の葉（月組、1924年10月）
- 巡禮唄（共作、月、花、雪組、共同、1925年1月）
- 貴妃酔酒（作、花組、1925年2月）
- 舞踊劇・狐塚（作のみ、雪組、1925年3月）
- 舞踊・五人道成寺（詞、雪組、1925年5月）
- 出陣（花組、1925年6月）
- 小田巻草紙（雪組、1925年11月）
- 陽春（作、月組、1926年1月）
- 玉取物語（雪組、1926年6月）
- 夏三題（雪組、1926年8月）
- 小萩塚物語（作、花組、1926年12月）
- 阿七狂焔（作、雪組、1927年1月）
- 曾我兄弟（作、花組、1927年3月）[7]
- 人格者（作、月組、1927年5月）
- 國性爺（作、月組、1927年8月）
- 南方女児国（1927年8月）
- 嫁違ひ（作、花組、1928年2月）
- 三人靜（作、月組、1928年3月）
- 廻り燈籠（作、月組、1928年7月）
- 室戸の鯨　他（月組、共同、1928年9月）
- 貴妃醉酒（作、花組、1930年7月）
- 楠木正成（作、雪組、1931年5月）
- ユング・ハイデルベルヒ（作、月組、1931年10月）
- 第七天國（作、雪組、1932年1月）
- ベルリン娘（訳・演、月組、1933年5月）[1]
- ウィーナ・メーデル（星組、1934年3月）
- シェーネス・ベルリン（作、星組、1934年8月）[1]
- シェーネス・ベルリン（雪組、1934年9月）
- 青春（作、花組、1934年11月）[1]
- モオンブルウメン(モンブルーメン)（作、月組、1935年6月）[1]
- ブロンドローレ（雪組、1935年11月）
- 人格者（作、花組、1936年2月）
- ズッセ・ブラウト（雪組、1936年3月）
- アルペン・ローゼ（作、花組、1936年5月）
- セレナーデ（作、雪組、1936年12月）
- セレナーデ（雪組、1937年1月）
- プリマ・ドンナ（花組、1937年2月）
- 黎明（アラビアの王子）（月組、1937年7月）[1]
- 皇國のために（花組、1937年10月）[1]
- もつれた花束（月組、1938年3月）
- 衣川合戦（星組、1938年5月）
- 八幡船物語（花組、1939年10～11月）
- 乙女の祈り（花組、1940年8～9月）
- 國民（脚・演、花組、1940年11～12月）
- 日本名婦傳（構、花組、1941年1月）
- 樂しき隣組（雪組、1941年5～6月）
- 郭公（月組、1942年11～12月）
- 撃ちてし止まむ（雪組、1943年2～3月）
- 日の丸船隊（花組、1943年6～7月）
- 翼の女子挺身隊（月組、1944年1月）
- 櫻井の駅（雪組、1944年2～3月）
- カルメン（改、雪組、1946年4～5月）[8]
- リラの花咲く頃（雪組、1947年11月）
- 再び君が胸に（花組、1948年7月）
- ハムレット（雪組、1949年1月）[1]
- ハムレット（花組、1949年12月）
- アレキサンドリアの舞姫（月組、共同、1949年4～5月）
- カルメン（花組、1949年7～8月）
- ロミオとジュリエット（改、星組、1950年2月）
- 君を呼ぶ歌（雪組、1950年7月）